# Parnans
Parnans és un municipi francès situat al departament de la Droma i a la regió d'Alvèrnia-Roine-Alps. L'any 2007 tenia 620 habitants.

## Demografia

### Població
El 2007 la població de fet de Parnans era de 620 persones. Hi havia 211 famílies de les quals 39 eren unipersonals (27 homes vivint sols i 12 dones vivint soles), 74 parelles sense fills, 90 parelles amb fills i 8 famílies monoparentals amb fills.
La població ha evolucionat segons el següent gràfic:
Habitants censats

### Habitatges
El 2007 hi havia 237 habitatges, 210 eren l'habitatge principal de la família, 8 eren segones residències i 19 estaven desocupats. 202 eren cases i 33 eren apartaments. Dels 210 habitatges principals, 167 estaven ocupats pels seus propietaris, 38 estaven llogats i ocupats pels llogaters i 6 estaven cedits a títol gratuït; 11 tenien dues cambres, 39 en tenien tres, 46 en tenien quatre i 115 en tenien cinc o més. 150 habitatges disposaven pel capbaix d'una plaça de pàrquing. A 76 habitatges hi havia un automòbil i a 126 n'hi havia dos o més.

### Piràmide de població
La piràmide de població per edats i sexe el 2009 era:
| Homes | Edats   | Dones |
| ----- | ------- | ----- |
| 0     | 95 o +  | 8     |
| 0     | 90 a 94 | 8     |
| 8     | 85 a 89 | 4     |
| 4     | 80 a 84 | 4     |
| 8     | 75 a 79 | 12    |
| 4     | 70 a 74 | 12    |
| 0     | 65 a 69 | 8     |
| 20    | 60 a 64 | 12    |
| 8     | 55 a 59 | 16    |
| 12    | 50 a 54 | 4     |
| 44    | 45 a 49 | 24    |
| 28    | 40 a 44 | 16    |
| 8     | 35 a 39 | 24    |
| 8     | 30 a 34 | 28    |
| 20    | 25 a 29 | 8     |
| 12    | 20 a 24 | 12    |
| 8     | 15 a 19 | 12    |
| 20    | 10 a 14 | 8     |
| 32    | 5 a 9   | 16    |
| 20    | 0 a 4   | 20    |

## Economia
El 2007 la població en edat de treballar era de 359 persones, 274 eren actives i 85 eren inactives. De les 274 persones actives 266 estaven ocupades (144 homes i 122 dones) i 8 estaven aturades (4 homes i 4 dones). De les 85 persones inactives 34 estaven jubilades, 21 estaven estudiant i 30 estaven classificades com a «altres inactius».

### Ingressos
El 2009 a Parnans hi havia 213 unitats fiscals que integraven 568 persones, la mediana anual d'ingressos fiscals per persona era de 17.361 €.

### Activitats econòmiques
Dels 22 establiments que hi havia el 2007, 3 eren d'empreses de fabricació d'altres productes industrials, 3 d'empreses de construcció, 4 d'empreses de comerç i reparació d'automòbils, 2 d'empreses de transport, 4 d'empreses de serveis, 4 d'entitats de l'administració pública i 2 d'empreses classificades com a «altres activitats de serveis».
Dels 2 establiments de servei als particulars que hi havia el 2009, 1 era una lampisteria i 1 perruqueria.
L'únic establiment comercial que hi havia el 2009 era una botiga de menys de 120 m².
L'any 2000 a Parnans hi havia 43 explotacions agrícoles que ocupaven un total de 525 hectàrees.

## Equipaments sanitaris i escolars
El 2009 hi havia una escola elemental.

## Poblacions més properes
El següent diagrama mostra les poblacions més properes.